# MTV Video Music Award al miglior video alternative
L'MTV Video Music Award al miglior alternative (MTV Video Music Award for Best Alternative) è un premio assegnato annualmente a partire dal 1991 nell'ambito degli MTV Video Music Awards.
Dal 1999 al 2020 non è stato consegnato. Nel 2017, la parola "Video" è stata rimossa dal nome di tutte le categorie di genere.

## Vincitori e candidati

### Anni 1990
- 1991

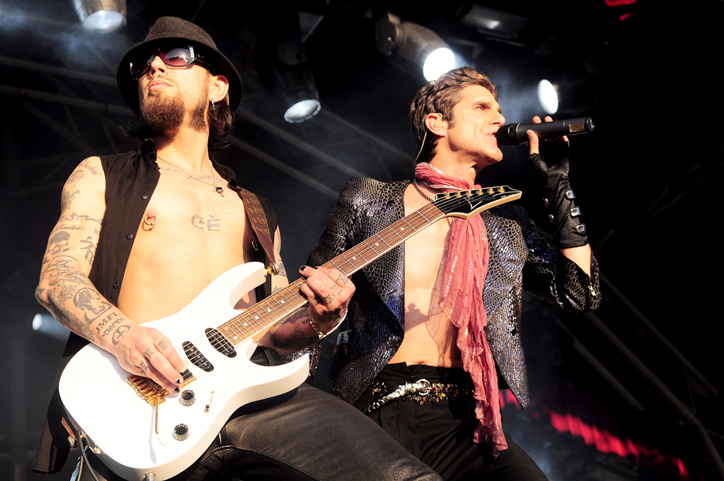
Jane's Addiction, vincitori nel 1991.

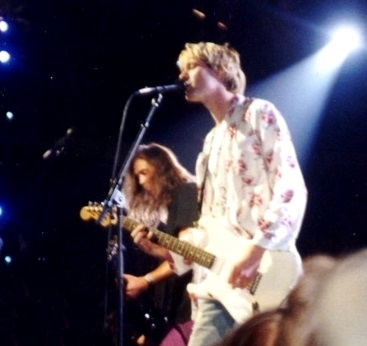
Nirvana, vincitori nel 1992, 1993 e 1994.

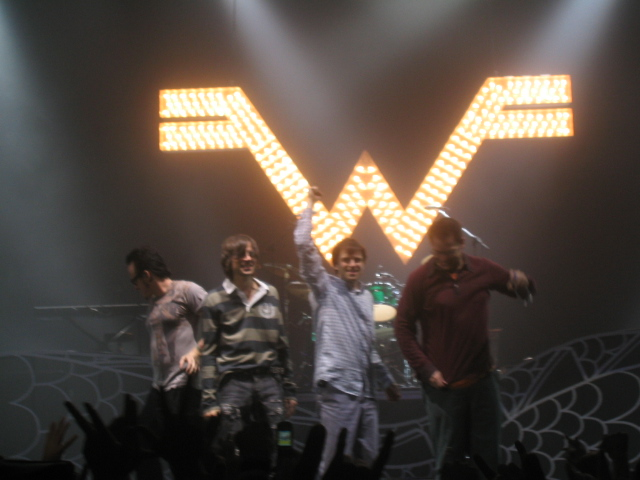
Weezer, vincitori nel 1995.

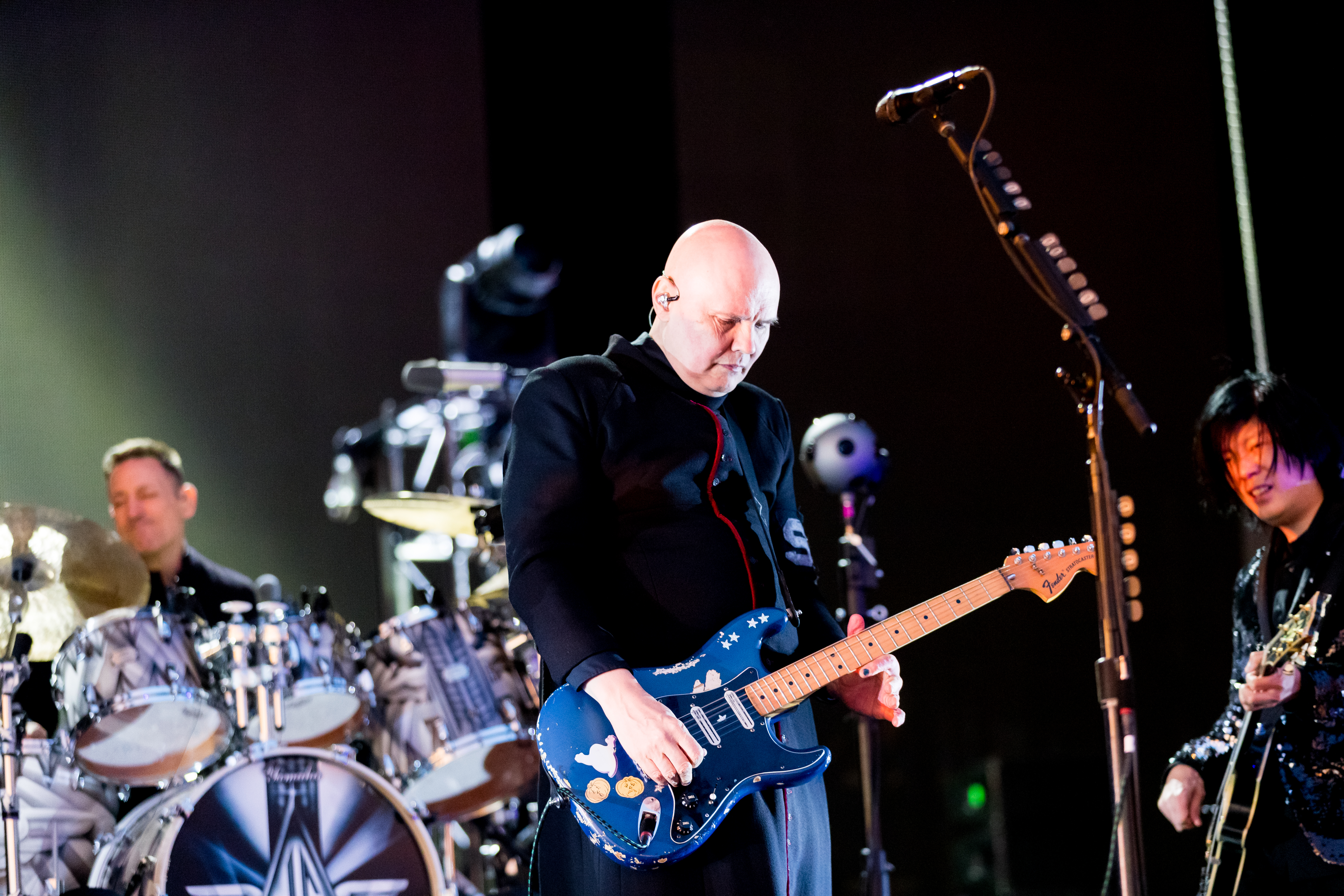
The Smashing Pumpkins, vincitori nel 1996.

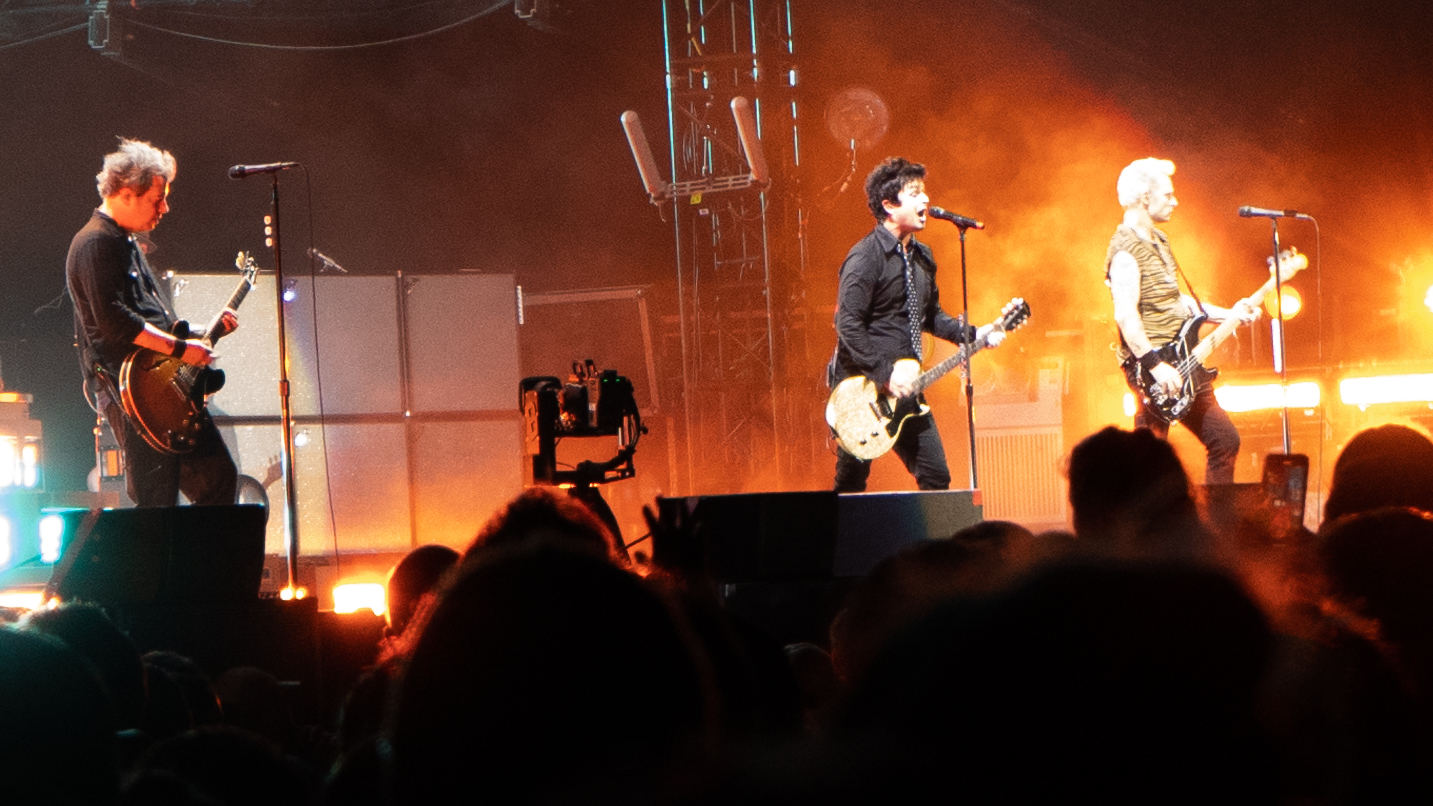
Green Day, vincitori nel 1998.

  - Jane's Addiction - Been Caught Stealing
  - Jesus Jones - Right Here, Right Now
  - R.E.M. - Losing My Religion
  - The Replacements - When It Began
- 1992
  - Nirvana - Smells Like Teen Spirit
  - Pearl Jam - Alive
  - Red Hot Chili Peppers - Give It Away
  - The Soup Dragons - Divine Thing
- 1993
  - Nirvana - In Bloom
  - 4 Non Blondes - What's Up?
  - Belly - Feed the Tree
  - Porno for Pyros - Pets
  - Stone Temple Pilots - Plush
- 1994
  - Nirvana - Heart-Shaped Box
  - Beck - Loser
  - Green Day - Longview
  - The Smashing Pumpkins - Disarm
- 1995
  - Weezer - Buddy Holly
  - The Cranberries - Zombie
  - Green Day - Basket Case
  - Hole - Doll Parts
  - Stone Temple Pilots - Interstate Love Song
- 1996
  - The Smashing Pumpkins - 1979
  - Bush - Glycerine
  - Everclear - Santa Monica
  - Foo Fighters - Big Me
- 1997
  - Sublime - What I Got
  - Beck - The New Pollution
  - Blur - Song 2
  - Foo Fighters - Monkey Wrench
  - Nine Inch Nails - The Perfect Drug
- 1998
  - Green Day - Good Riddance (Time of Your Life)
  - Ben Folds Five - Brick
  - Garbage - Push It
  - Radiohead - Karma Police
  - The Verve - Bitter Sweet Symphony

### Anni 2020
- 2020[1]

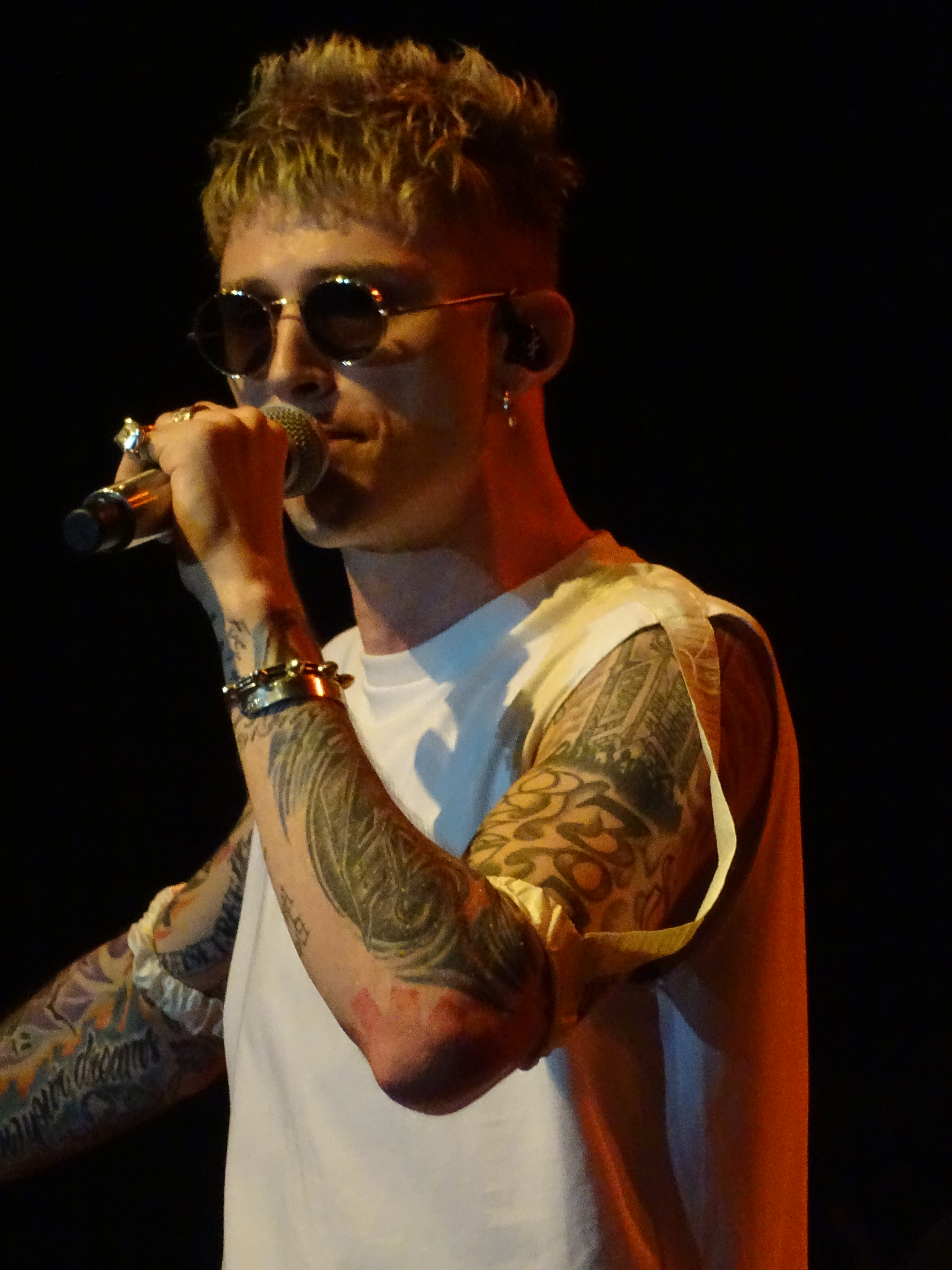
Machine Gun Kelly, vincitore nel 2020 e 2021.

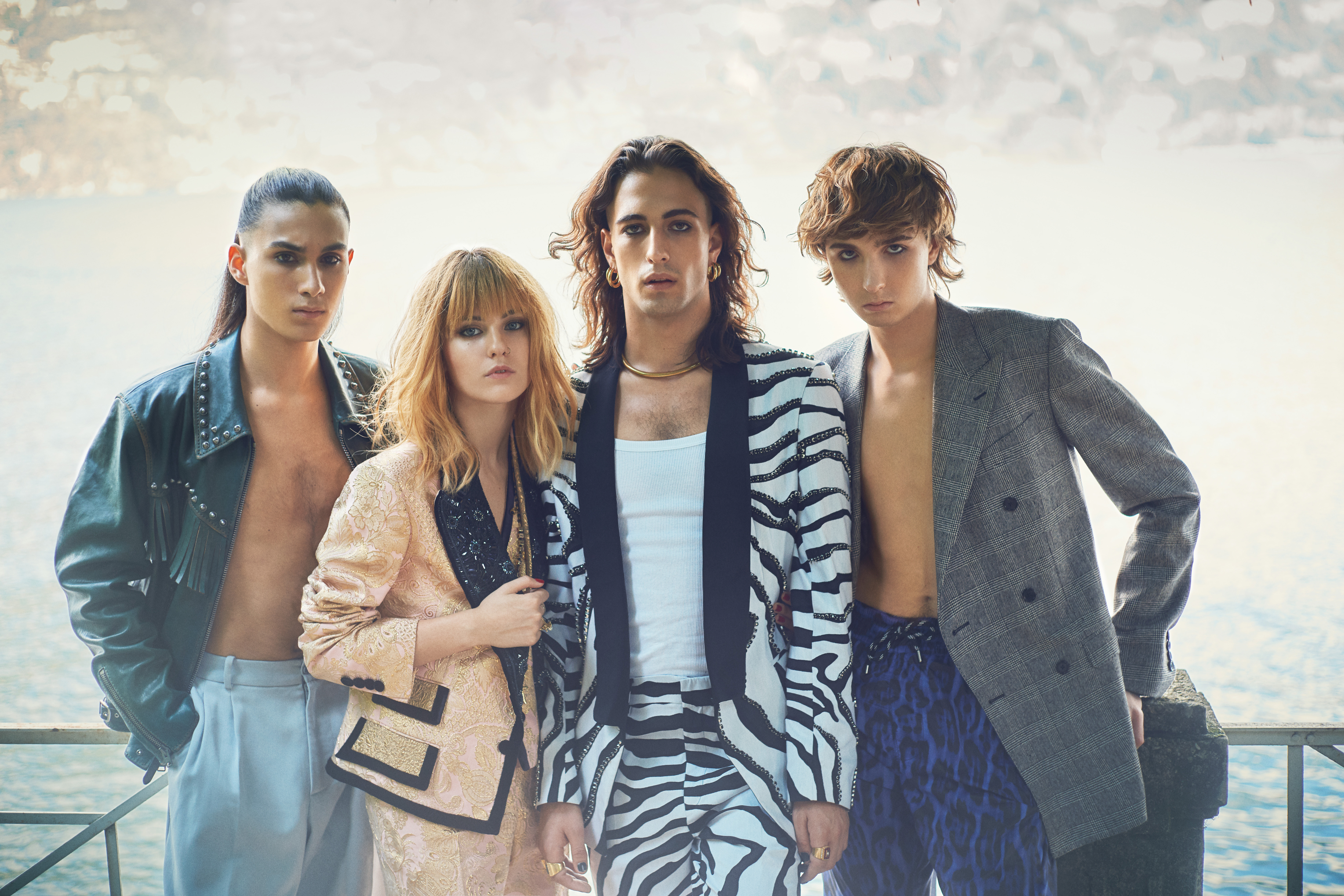
Måneskin, vincitori nel 2022.

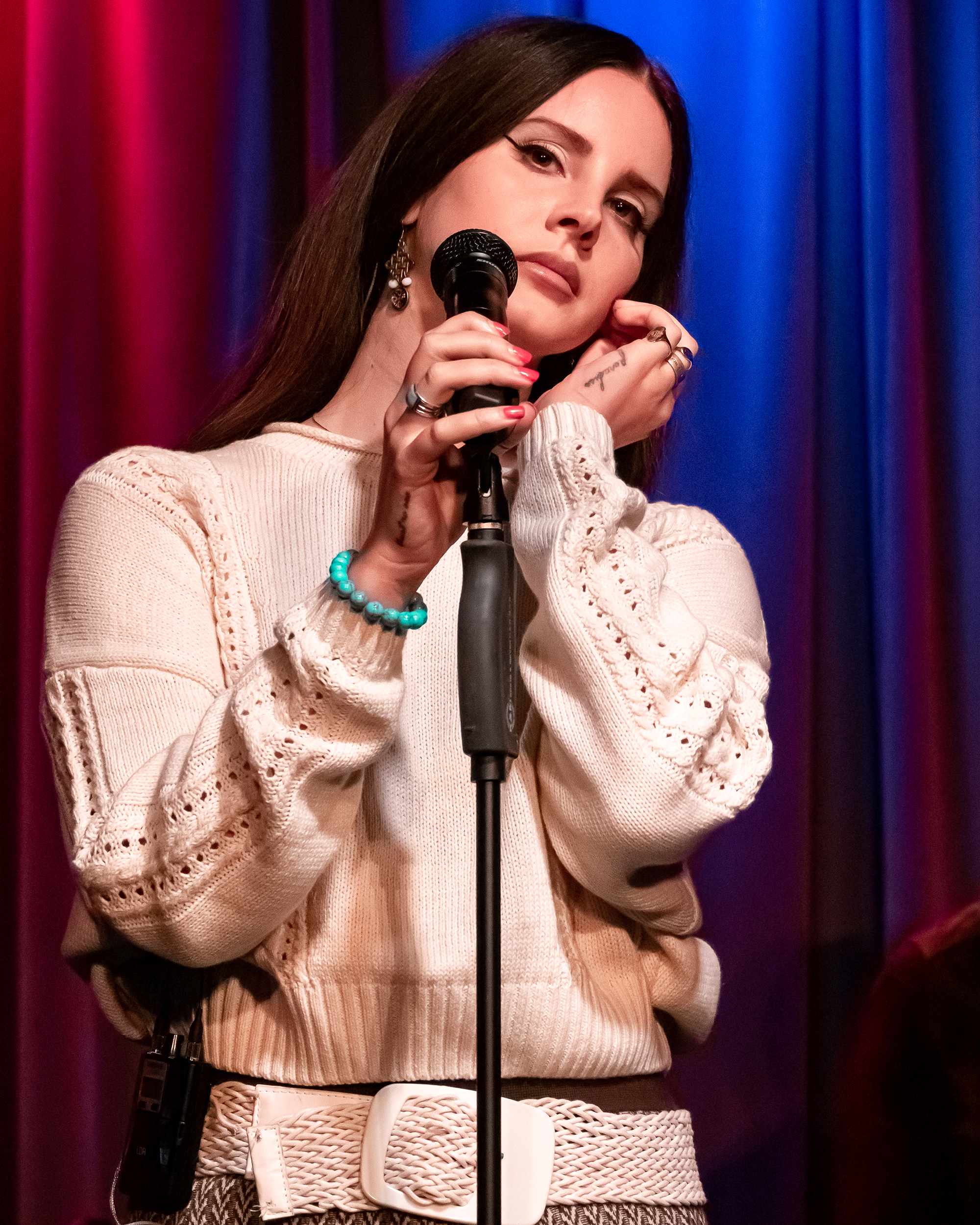
Lana Del Rey, vincitrice nel 2023.

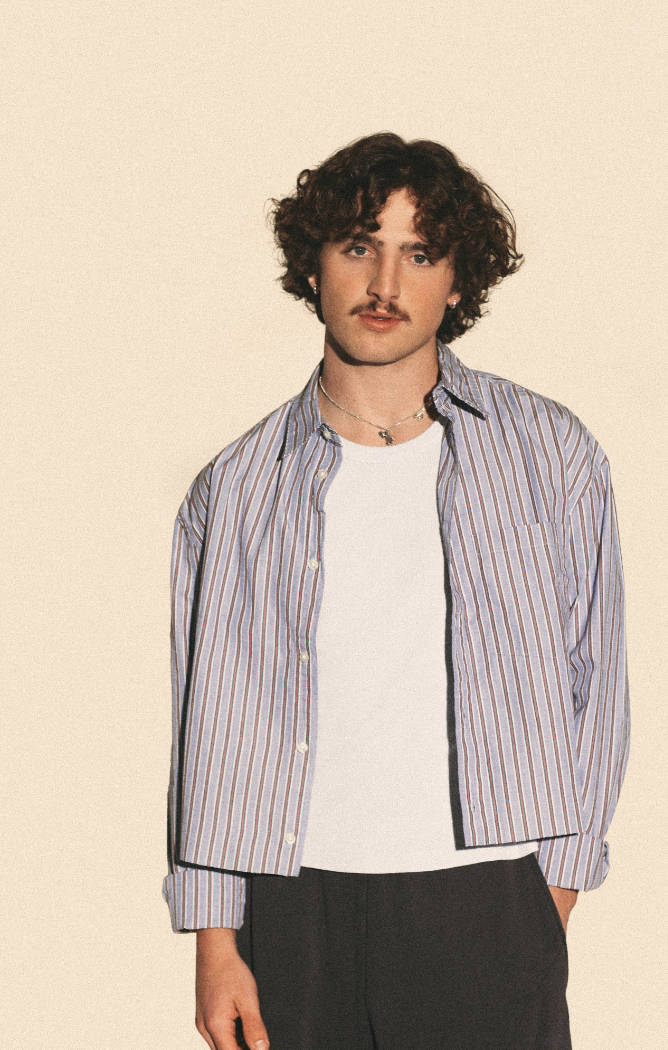
Benson Boone, vincitore nel 2024.

  - Machine Gun Kelly - Bloody Valentine
  - The 1975 - If You're Too Shy (Let Me Know)
  - All Time Low - Some Kind of Disaster
  - Finneas - Let's Fall in Love for the Night
  - Lana Del Rey - Doin' Time
  - Twenty One Pilots - Level of Concern
- 2021[2]
  - Machine Gun Kelly e Blackbear - My Ex's Best Friend
  - Bleachers - Stop Making This Hurt
  - Glass Animals - Heat Waves
  - Imagine Dragons - Follow You
  - Twenty One Pilots - Shy Away
  - Willow (featuring Travis Barker) - Transparent Soul
- 2022[3]
  - Måneskin - I Wanna Be Your Slave
  - Avril Lavigne (featuring Blackbear) - Love It When You Hate Me
  - Imagine Dragons e J.I.D - Enemy
  - Machine Gun Kelly (featuring Willow) - Emo Girl
  - Panic! at the Disco - Viva Las Vengeance
  - Twenty One Pilots - Saturday
  - Willow e Avril Lavigne (featuring Travis Barker) - Grow
- 2023[4]
  - Lana Del Rey (featuring Jon Batiste) - Candy Necklace
  - Blink-182 - Edging
  - Boygenius - The Film
  - Fall Out Boy - Hold Me Like a Grudge
  - Paramore - This Is Why
  - Thirty Seconds to Mars - Stuck
- 2024[5][6]
  - Benson Boone - Beautiful Things
  - Bleachers - Tiny Moves
  - Hozier - Too Sweet
  - Imagine Dragons - Eyes Closed
  - Linkin Park - Friendly Fire
  - Teddy Swims - Lose Control (Live)